# Коршак, Алексей Игнатьевич
Коршак Алексей Игнатьевич (22 февраля 1920, дер. Углы, Копыльский район, Минская область — 27 февраля 1945, Восточная Пруссия) — белорусский советский поэт.

## Биография
Окончил Копыльскую среднюю школу в 1938 году и поступил на литературный факультет в Минский педагогический институт, где учился до 1941 года. Во время Великой Отечественной войны жил в Копыле, откуда в 1944 году был призван в армию разведчиком. Погиб в Восточной Пруссии недалеко от селения Ласлейндорф.

## Творчество
Литературную деятельность начал в 1937 году. Алексей Игнатьевич печатал статьи и рецензии в газетах «Літаратура і мастацтва», «Чырвоная змена», стихи в газете «Калгаснік Капыльшчыны». Основными темами творчества являлись студенческие будни, труд, любовь и фронтовые зарисовки. В 1963 году с помощью С. Александровича и Н. Аврамчика был издан сборник его стихов «Обожжённые лепестки» (1963), некоторые стихи поэта опубликованы в книгах «Мы их не забудем» (1949) и «Кровью сердца» (1967).

## Память
Именем А. И. Коршака названа улица в г. Копыль.